# Andreas Bockisch

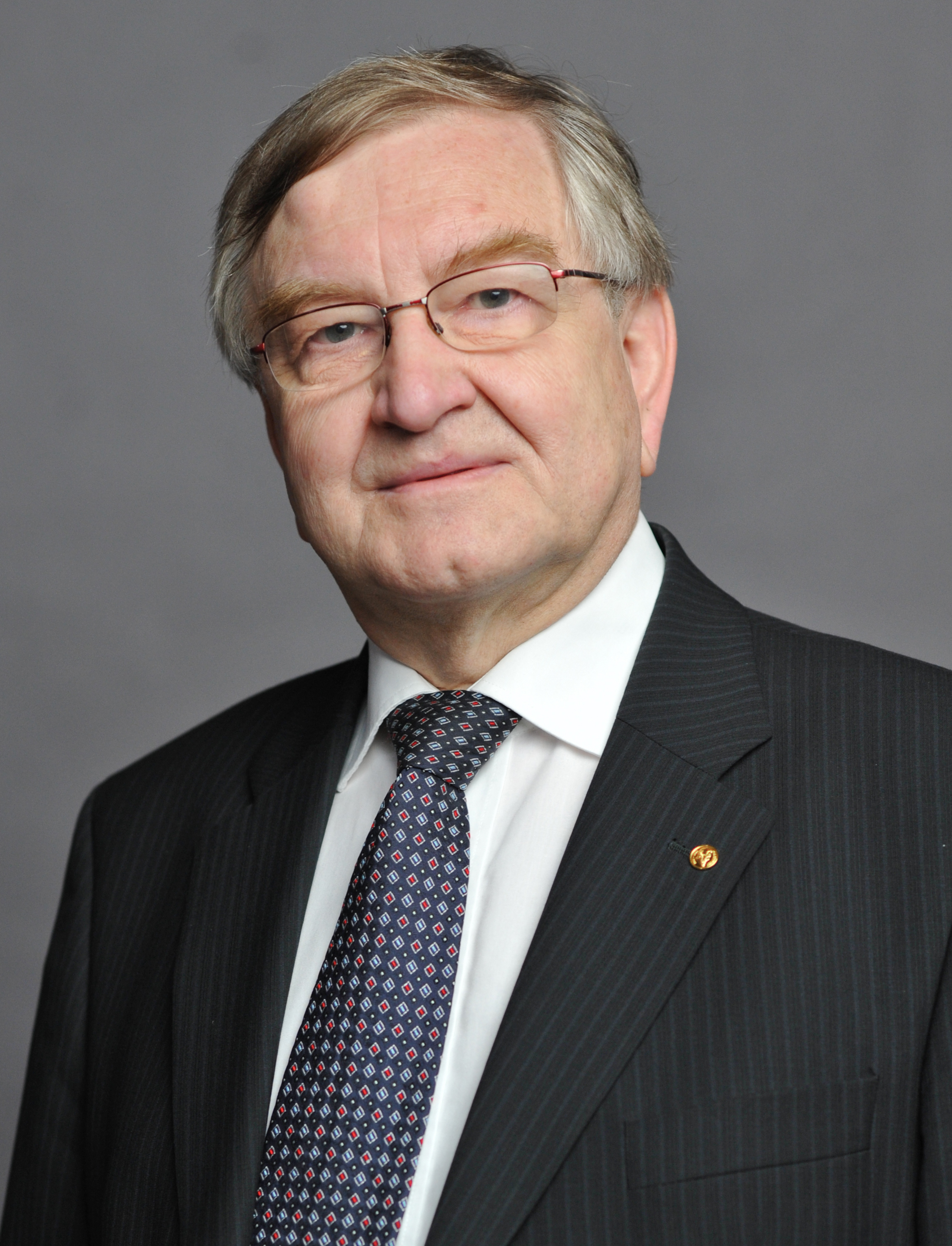
Andreas Bockisch

Andreas Bockisch (* 10. Januar 1950 in Düsseldorf) ist ein deutscher Nuklearmediziner, Physiker und Hochschullehrer. Bis zu seiner Emeritierung im Jahre 2016 forschte und lehrte er am Universitätsklinikum Essen und der Universität Duisburg-Essen.

## Leben und Wirken

### Familie
Andreas Bockisch wurde als zweiter Sohn des Gynäkologen Hubert Bockisch und seiner Ehefrau Christl (geb. Kindermann) geboren. Er ist mit der Volksschullehrerin Marianne Bockisch verheiratet und hat zwei Kinder sowie zwei Enkelkinder.

### Aus- und Weiterbildung
A. Bockisch legte 1969 sein Abitur am Steinbart-Gymnasium in Duisburg ab. 1969 bis 1974 studierte er Physik an der Universität zu Köln, wo er nach seiner Diplomierung von 1976 bis 1984 am I. Physikalischen Institut als Wissenschaftlicher Assistent bzw. Angestellter tätig war und 1977 zum Dr. rer. nat. promovierte (Thema der Doktorarbeit: „Reorientierungseffektmessungen in den stabilen geraden Quecksilberisotopen“). Parallel begann er 1975 an der Universität zu Köln das Studium der Humanmedizin, welches er 1983 abschloss. 1984 promovierte er zum Dr. med. mit dem Thema „Frequenzspezifische Untersuchungen in der Computer-Audiometrie“.
Von 1984 bis 1988 absolvierte A. Bockisch an der Universität Bonn die Weiterbildung zum Facharzt für Nuklearmedizin. Während eines Forschungsaufenthaltes 1988 an der University of Tennessee in Knoxville (TN, USA) konnte er erste Studien auf dem Gebiet der Positronen-Emissions-Tomographie (PET) durchführen. 1990 erfolgte seine Habilitation für das Fach Nuklearmedizin (Thema der Habilitationsschrift: „Radionuklidmarkierung menschlicher und tierischer Spermatozoen und quantitative Szintigraphie der Spermatozoenkinetik im Genitaltrakt des weiblichen Kaninchens nach Insemination“), im selben Jahr die Anerkennung als Medizin-Physiker. 1991 nahm A. Bockisch den Ruf auf die C3-Professur der Klinik und Poliklinik für Nuklearmedizin der Johannes Gutenberg-Universität Mainz an und war dort gleichzeitig leitender Oberarzt, ab 1994 dann geschäftsführender Leiter der Klinik.

### Hochschullehrer und Forscher in Essen
Von 1996 bis zu seiner Emeritierung 2016 war er Inhaber des Lehrstuhls (C4-Professur) für Nuklearmedizin und Direktor der Klinik für Nuklearmedizin des Universitätsklinikum Essen, von 1999 bis 2002 auch kommissarischer Direktor des Instituts für Medizinische Strahlenphysik und 2013–2014 gleichzeitig Chefarzt der Klinik für Nuklearmedizin des Bethesda-Krankenhauses zu Duisburg. Während seines Direktorats baute er die Essener Klinik zu einer der bedeutendsten nuklearmedizinischen Kliniken Deutschlands – insbesondere auf dem Gebiet des Schilddrüsenkarzinoms und der multimodalen Bildgebung – aus. Nachdem er 2001 das deutschlandweit erste PET/CT – das dritte klinische Gerät weltweit – nach Essen holen konnte, folgte 2009 die Inbetriebnahme eines weiteren PET/CT und schließlich 2011 eines der ersten PET/MRT in Deutschland. Für seine Verdienste um die Einführung der PET/CT in der klinischen Diagnostik wurde ihm 2011 die Röntgen-Plakette verliehen. Darüber hinaus wurde seine Klinik zum führenden deutschen Zentrum der selektiven internen Radiotherapie (SIRT) bösartiger Lebertumoren.
Über sein klinisches und wissenschaftliches Wirken hinaus war er Prodekan der Medizinischen Fakultät der Universität Duisburg-Essen, Mitglied des Aufsichtsrats des Universitätsklinikums, von 2007 bis 2009 Präsident der Deutschen Gesellschaft für Nuklearmedizin, Vorstandsmitglied einer Reihe von wissenschaftlichen Fachgesellschaften, langjähriges Mitglied der Strahlenschutzkommission der Bundesregierung und Redaktionsmitglied verschiedener nationaler und internationaler Fachjournale.

### Sonstiges
Andreas Bockisch ist Autor und Mitautor von über 600 Originalpublikationen und Buchbeiträgen auf den Gebieten der Physik und Medizin. Die Europäische Akademie der Wissenschaften und Künste sowie die Nationale Akademie der Wissenschaften Leopoldina führen ihn als Mitglied.

## Forschung
Die wichtigsten Forschungsschwerpunkte von Andreas Bockisch waren die Optimierung von Dosiskonzepten bei der Radiojodtherapie von Schilddrüsenerkrankungen, insbesondere des differenzierten Schilddrüsenkrebses, sowie die Hybridbildgebung (Kombination von molekular orientierter nuklearmedizinischer und anatomisch orientierter radiologischer Bildgebung in einem einzigen Gerät: insbes. PET/CT und PET/MRT). Sein Konzept für die Radiojod-Dosisberechnung zur Therapie benigner Schilddrüsenerkrankungen wurde mittlerweile in die deutschen Leitlinien aufgenommen, ebenso die maßgeblich in Essen für den klinischen Routineeinsatz etablierte Diagnostik und Dosimetrie mit dem Positronenstrahler Jod-124 bei differenzierten Schilddrüsenkarzinomen.
In enger Kooperation mit dem Institut für Radiologie des Universitätsklinikums entstanden in Essen unter Bockischs Direktorat Pionierarbeiten auf dem Gebiet der Hybridbildgebung mit verschiedenen Radiopharmazeutika, wodurch ein entscheidender Beitrag für die klinische Akzeptanz und Verbreitung der PET/CT und in jüngerer Zeit auch der PET/MRT geleistet wurde. Für seine vielfältigen und kontinuierlichen wissenschaftlichen Leistungen wurde ihm von der Deutschen Gesellschaft für Nuklearmedizin 2013 die Georg-von-Hevesy-Medaille verliehen.

## Auszeichnungen (Auswahl)
- 2007 Ehrendoktortitel der Armenischen Nationalen Akademie der Wissenschaften (dort auch Ehrenpräsident)
- 2008 Aufnahme in die Europäische Akademie der Wissenschaften und Künste
- 2011 Verleihung der Röntgen-Plakette für seine Verdienste um die Einführung der Positronen-Emissions-Tomographie (PET/CT) in der klinischen Diagnostik
- 2011 Aufnahme in die Nationale Akademie der Wissenschaften Leopoldina[13]
- 2013 Georg-von-Hevesy-Medaille der Deutschen Gesellschaft für Nuklearmedizin[14]

## Publikationen (Auswahl)
- Publikation unter Beteiligung von Andreas Bockisch - PubMed
- Magnetic resonance (MR) imaging of prostatic tumours, a comparison with X-ray CT and transrectal sonography (TRS). Bockisch A, Jäger N, Biersack HJ, Vahlensieck W, Hünermann B, Schmitz HG, Knopp R, Christ F, Winkler C. Eur J Radiol. 1988 Feb;8(1):54-9. PMID 2451610.
- Value of (124)I-PET/CT in staging of patients with differentiated thyroid cancer. Freudenberg LS, Antoch G, Jentzen W, Pink R, Knust J, Görges R, Müller SP, Bockisch A, Debatin JF, Brandau W. Eur Radiol. 2004 Nov;14(11):2092-8. Epub 2004 Jun 30. PMID 15232708.
- Radionuclide-labeled somatostatin analogues for diagnostic and therapeutic purposes in nonmedullary thyroid cancer. Görges R, Kahaly G, Müller-Brand J, Mäcke H, Roser HW, Bockisch A. Thyroid. 2001 Jul;11(7):647-59. PMID 11484893.
- (124)I in PET imaging: impact on quantification, radiopharmaceutical development and distribution. Eur J Nucl Med Mol Imaging. Bockisch A, Freudenberg L, Rosenbaum S, Jentzen W. 2006 Nov;33(11):1247-8. PMID 16909225.
- Optimized dose planning of radioiodine therapy of benign thyroidal diseases. Bockisch A, Jamitzky T, Derwanz R, Biersack HJ. J Nucl Med. 1993 Oct;34(10):1632-8. PMID 8410273.
- Sperm cell dynamics in the female rabbit genital tract after insemination monitored by radiolabeled spermatozoa. Bockisch A. J Nucl Med. 1993 Jul;34(7):1134-9. PMID 8315491.